# Waitangi (Islas Chatham)
Waitangi es el puerto principal y el asentamiento más grande de las islas Chatham. Está situada a lo largo de la costa sur de la bahía de Petre, en la costa oeste de la isla principal del archipiélago. Con una población de 177 habitantes en el censo de 2018, Waitangi es, con diferencia, el asentamiento más grande del archipiélago y representa aproximadamente el 27 % de la población del total de 663 habitantes del archipiélago.

## Geografía
Waitangi está situado a lo largo de la costa oeste de la isla Chatham, entre el extremo sur de la bahía de Waitangi y las estribaciones norte de la meseta sur de la isla. El río Nairn fluye hacia el norte a través del asentamiento antes de desembocar en la bahía. El lago Huro se encuentra a unos 2 kilómetros hacia el este.

### Clima
Este asentamiento experimenta un clima oceánico con temperaturas suaves durante todo el año. Las precipitaciones pueden caer en cualquier momento del año y el mayor porcentaje de lluvia se concentra durante el invierno.

## Demografía
Waitangi es descrito como un asentamiento rural por Statistics New Zealand y cubre 4,86 km². 
Waitangi tenía una población de 177 en el censo de Nueva Zelanda de 2018, un aumento de 9 personas (5,4%) desde el censo de 2013 y una disminución de 12 personas (-6,3%) desde el censo de 2006 . Había 72 hogares. Había 81 hombres y 96 mujeres, lo que da una proporción de sexos de 0,84 hombres por mujer. La mediana de edad fue de 43,7 años (en comparación con 37,4 años a nivel nacional), con 24 personas (13,6%) menores de 15 años, 30 (16,9%) entre 15 y 29 años, 99 (55,9%) entre 30 y 64 años y 21 (11,9%). %) de 65 años o más.
Las etnias eran 78,0% europeas/Pākehā, 66,1% maoríes, 3,4% pueblos del Pacífico y 1,7% asiáticos (los totales suman más del 100% ya que las personas podían identificarse con múltiples etnias).
Aunque algunas personas se opusieron a dar su religión, el 47,5% no tenía religión, el 37,3% era cristiana y el 3,4% tenía otras religiones.
De los que tenían al menos 15 años, 15 (9,8%) personas tenían una licenciatura o título superior y 39 (el 25,5%) no tenían ninguna titulación formal. El ingreso medio era de 36.100 dólares, en comparación con 31.800 dólares a nivel nacional. La situación laboral de los que tenían al menos 15 años era que 90 (58,8%) personas estaban empleadas a tiempo completo, 30 (19,6%) a tiempo parcial y había un 0% de desempleo.

## Arte y cultura
El llamado Kōpinga Marae (del idioma Moriori se traduce como "Arboleda de árboles Kopi") es una gran casa de reuniones que se encuentra en lo alto de Te Awapatiki, el lugar de reunión tradicional de los Moriori. La casa de reuniones se inauguró en enero de 2005 y sirve como centro cultural y, en general, como centro comunitario para la gente de Waitangi. Visto desde arriba, el complejo adquiere la forma de un albatros.   

## Administración y servicios
Waitangi es la sede del Consejo de las Islas Chatham, que proporciona una administración local equivalente a la de las autoridades unitarias de Nueva Zelanda. El consejo recibe regularmente a un juez del tribunal del distrito y existe sólo un agente de policía local. Un médico y dos enfermeras trabajan en un hospital de cuatro habitaciones.
El asentamiento alberga dos escuelas primarias atendidas por el Ministerio de Educación: la escuela Te One y la escuela Kaingaroa. La mayoría continúa su educación secundaria en Nueva Zelanda .  
Los servicios locales en Waitangi incluyen Port Waitangi y Fish Processing Factory, un banco y una oficina de correos de la ANZ, una licorería, un hotel y pub, un almacén general y una hamburguesería. Los voluntarios locales dirigen la estación de radio Weka y retransmiten la televisión de Nueva Zelanda. La cobertura de banda ancha y telefonía móvil 4G está disponible a través de las empresas Spark, 2 Degrees y One NZ; a través de una red RCG, así como servicios de banda ancha satélite y ADSL.

### Aeropuerto
A unos 19 km del pueblo se encuentra el Aeropuerto Tuuta, que conecta las Islas Chatham con el resto de Nueva Zelanda.